# Тајне (ТВ серија)
Тајне хрватска je теленовела, снимана током 2013. и 2014.

## Синопсис
Прича о две зараћене породице почиње 1943. када су сељаци провалили на имање племића Николе Отона Шепера како би се дочепали хране. Свестан ситуације која га чека, Никола Отон закопа породично благо у шуми покрај каштела, и то непосредно пре доласка сељака. Међутим, убрзо улази у сукоб са сељацима, а у тој гужви убија га вођа сељака, Марин Франић. Трудна Шеперова супруга, Теодора, након тога бежи у Швајцарску где рађа кћер Јулију. Педесет и три године касније, Јулија се заједно са супругом Јерком и сином Николом враћа у Хрватску у намери да врати очево имање. Након почетних сукоба око власништва, Јулија се мири са власницима каштела, Иваном и Јосипом Франићем, синовима Марина Франића, сељака који је убио њеног оца. Но све се промени када обе породице крену у потрагу за благом. Јосип и Јулија се у међувремену заљубе, а Иван из похлепе убија брата Јосипа након што пронађе благо и пошаље Јосипову кћер, Марину, у сиротиште. Недуго затим умире и Јулија, за чије ће убиство бити оптужен супруг Јерко, а њихов син Никола наставиће да живи код бабе и деде.
Сиротиште, у којем је Марина одрасла, налази се у финансијским проблемима, због чега је она одлучна у намери да поврати очево имање које јој према наследству и припада. Присиљена је да затражи помоћ од стрица Ивана који је с украденим благом Шеперових у међувремену откупио каштелу, те у њој отворио хотел. Ивана ипак мучи грижа савести због убиства Марининог оца, али и чињенице да је супрузи Бригити допустио да нећакињу пошаље у сиротиште. Стога одлучује да помогне Марини и допусти јој да се са децом из сиротишта пресели у каштелу. И Никола, који је у међувремену постао полицијски инспектор, такође посети каштелу, истрајан у томе да под лажним идентитетом сазна праву истину о смрти своје мајке. С временом ће се животни путеви Николе и Марине поново испреплетати, а тајне две породице све више ће се откривати.

## Улоге
| Глумац:                | Улога:                |
| ---------------------- | --------------------- |
| Јелена Јованова        | Марина (Франић) Ковач |
| Филип Јуричић          | Никола (Шепер) Ковач  |
| Ксенија Пајић          | Бригита (Франић) Роко |
| Александар Цвјетковић  | Иван Франић           |
| Моника Михајловић      | Барбара Франић        |
| Стјепан Перић          | Филип Петрић          |
| Јасна Билушић          | Вишња Петрић          |
| Младен Чутура          | Миро Петрић           |
| Младен Ковачић         | Себастијан            |
| Катарина Бабан         | Валентина             |
| Амар Селимовић         | Роберт Томић          |
| Мирта Зечевић          | Лада Франић           |
| Искра Јирсак           | Нена                  |
| Винко Краљевић         | Јерко Ковач           |
| Вања Чирјак            | Јосипа Томић          |
| Александар Срећковић   | Дамјан Россо          |
| Леона Парамински       | Ана Јакелић           |
| Фран Вугер             | Марко                 |
| Нада Гачешић Ливаковић | Анкица Ђуринец        |
| Бранко Смиљанић        | Начелник              |

## Међународно емитовање
| Земља    | ТВ мрежа            | Премијера серије    | Крај серије   |
| -------- | ------------------- | ------------------- | ------------- |
| Хрватска | РТЛ                 | 16. септембар 2013. | 15. мај 2014. |
| БиХ      | Хајат ТВ АТВ БН ФТВ | 17. септембар 2013. | 20. мај 2014. |